# دينيس بروكوبينكو
دينيس بروكوبينكو هو ضابط عسكري أوكراني ومقدم في الحراس الوطني الأوكراني، وقائد كتيبة آزوف. منذ العام 2014 حتى مايو في العام 2022 (عندما تم القبض عليه من قبل القوات الروسية) قاتل روسيا والقوات الانفصالية الموالية لروسيا في دونبس خلال الحرب الروسية الأوكرانية. في الرد على الغزو الروسي لأوكرانيا في العام 2022 قاد بروبينكو القوات الأوكرانية في ماريوبول في الدفاع عن المدينة بوجه الحصار الروسي، وبسبب قيادته حصل على لقب «بطل أوكرانيا» وهو أعلى لقب يمكن الحصول عليه في أوكرانيا. بروبينكو من أصول فنلندية كاريلية. خدم جده في قوات الدفاع الفنلندية في الحرب السوفياتية الفنلندية في عامي 1939 و1940. قاوم الفنلنديون بوجه الغزو السوفياتي لإنقاذ أستقلالهم لكنهم اُجبروا على إعطاء بعض مناطقهم في الشرق للسوفياتيين بعد معاهدة السلام في موسكو وبالتالي شُرِّد العديد من الكاريليين الفنلندنيين من أرضهم، وكان جد بروكوبينكو منهم.